# Ecthelion I
Ecthelion I es un personaje ficticio que forma parte del legendarium creado por el escritor británico J. R. R. Tolkien y cuya historia es narrada en los apéndices de la novela El Señor de los Anillos. Fue el decimoséptimo Senescal Regente de Gondor, que sucedió a su padre Orodreth en el mando del reino.
Ecthelion I es conocido fundamentalmente por reconstruir la Torre Blanca que se ubicaba en el último de los niveles de Minas Tirith, que desde entonces fue conocida como Torre Blanca de Ecthelion.